# Урбанович, Витольд
Витольд Урбанович (30 марта 1908 — 17 августа 1996) — польский ас, участник Второй мировой войны. В сентябре 1939 года бежал из разгромленной немцами Польши во Францию, а оттуда — в Великобританию. Там он вступил в британские ВВС, став командиром 303-й Варшавской истребительной эскадрильи имени Тадеуша Костюшки, а затем — 1-го истребительного крыла польских ВВС. Он также воевал с американскими лётчиками в Китае и служил в США польским авиационным атташе.

## Биография

### Образование и работа инструктором
Военная карьера Урбановича началась в Хелмно во 2-м кадетском корпусе, который он окончил в 1930 году. 16 октября того же года Витольд поступил в училище польских ВВС в Демблине и окончил его 15 августа 1932 года с дипломом лётчика-наблюдателя в звании младшего лейтенанта. Однако должность летнаба Урбановича не привлекала, он хотел стать пилотом. Менее чем через год службы в 213-й эскадрилье ночных бомбардировщиков 1-го авиаполка он вернулся в Демблин для обучения полётам. После завершения учёбы в августе 1933 года Витольда перевели в 113-ю эскадрилью истребителей. Продолжая оттачивать своё мастерство, он в 1934 году прошёл углублённый курс пилотирования в Грудзилидзе. В марте 1935 года Урбановича назначили заместителем командира элитной 111-й истребительной эскадрильи, повышен до лейтенанта.
В то время советские самолёты нередко нарушали воздушное пространство Польши, поэтому на советско-польской границе было организовано дежурство истребителей. Однажды во время такого патрулирования, вероятно, в конце лета 1936 года Урбанович, по неподтверждённым слухам, сбил советский разведчик Р-5. Так как этот инцидент не получил огласки ни с одной стороны, его трудно подтвердить.
Осенью 1936 года Урбановича перевели в Демблин на должность инструктора в Центр обучения офицеров ВВС. Тем самым были отмечены его педагогические способности, хотя он сам совсем недавно окончил обучение. Урбанович стал хорошим наставником, заработав уважение курсантов. В сентябре 1939 года он умело эвакуировал своих людей через Румынию во Францию. Осознав, что Франция обречена, Урбанович перебрался в Англию.
Там он стал одним из первых польских пилотов, прошедших обучение в британских ВВС согласно трёхстороннему договору от октября 1939 года между Польшей, Францией и Англией. В Англии его направили в центр подготовки в Истчерч, а затем в учебную часть 6 OTU.

### 303-я эскадрилья

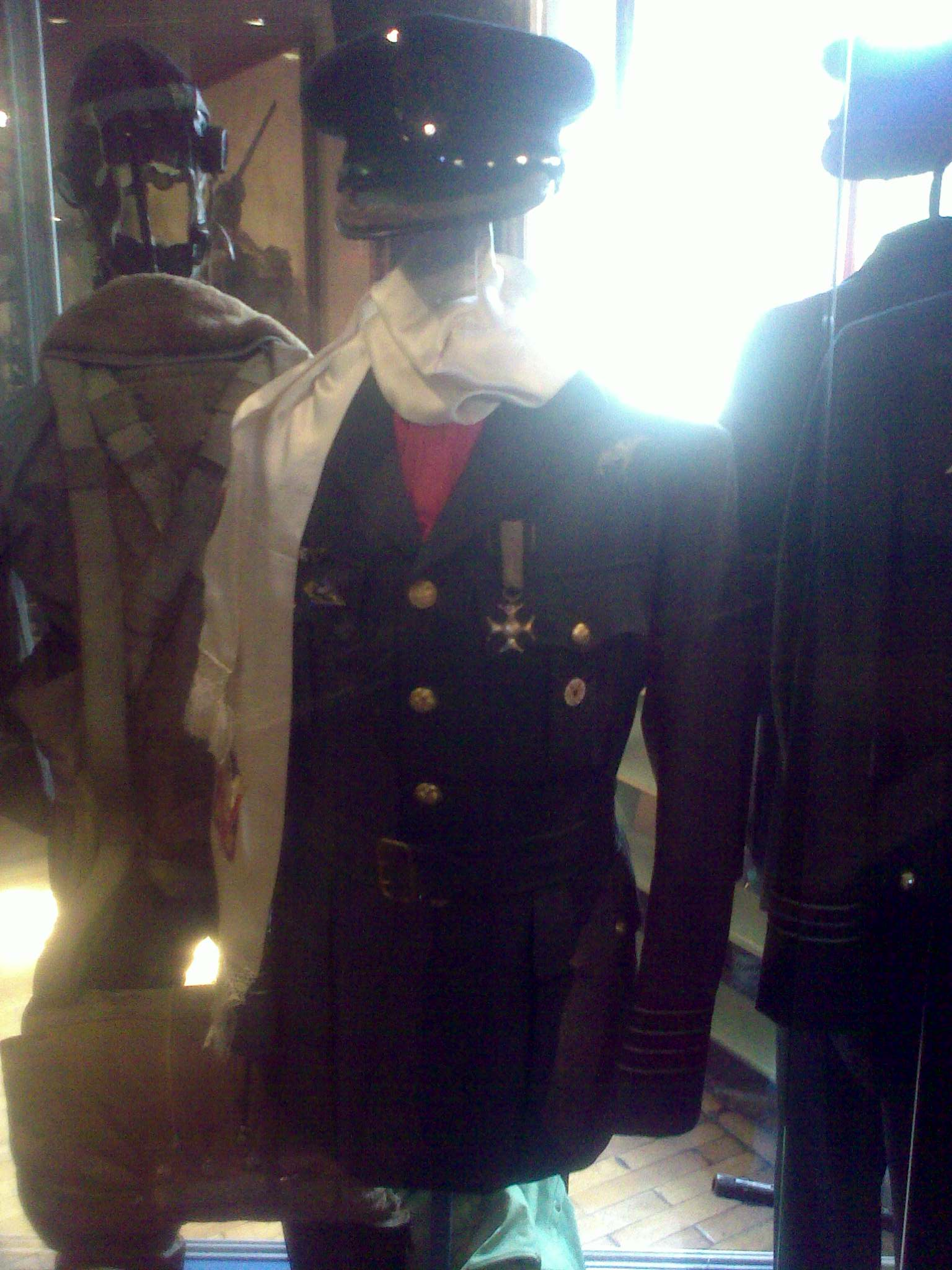
Мундир Урбановича (Музей Войска польского)

Впервые его послали в бой 4 августа 1940 года в составе 145-й эскадрильи британских ВВС. В той части он провоевал немногим более двух недель, сбив два немецких самолёта: 8 августа 1940 года — истребитель Bf 110, а четыре дня спустя — бомбардировщик Ju 88. 21 августа Урбановича перевели в 303-ю эскадрилью, укомплектованную поляками, которые заканчивали процесс обучения на английских истребителях.
В 303-й эскадрилье Урбановича назначили командиром звена. Эскадрилья достигла боеготовности в конце августа и сразу вступила в битву за Британию. 6 сентября Урбанович сбил Messerschmitt Bf 109. В тот же день эскадрилья понесла серьёзные потери: были ранены оба её командира (в то время в эскадрилье было два командира, скуадрон-лидер Келлет от британских ВВС и майор Краснодебский от польских). Вице-маршал авиации Кит Парк, командир 11-й группы, назначил Урбановича новым польским командиром. Назначение не было согласовано со штабом польских ВВС, что вызвало некоторое неудовольствие, но британцы на это не реагировали — они знали, что Урбанович, в отличие от большинства польских офицеров, хорошо говорил по-английски.

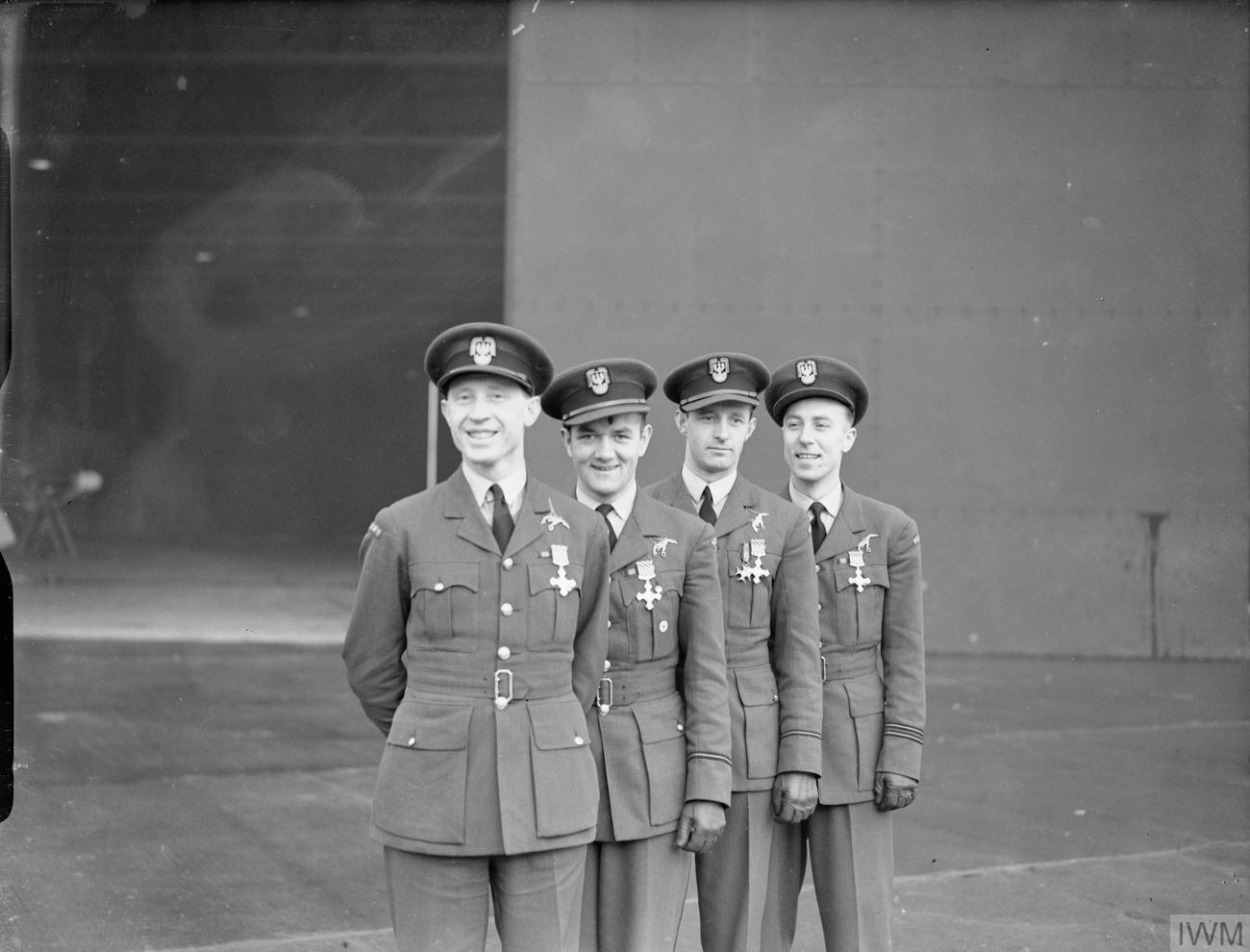
Четверо поляков-кавалеров Креста «За выдающиеся лётные заслуги» (Урбанович на переднем плане)

На следующий день Витольд подтвердил своё мастерство, сбив Do 215 (с подтверждением) и Bf 109 (вероятно). А 15 сентября 1940 года он стал асом, сбив два бомбардировщика Do 215. Особо удачно он бился с 26 по 30 сентября, сбив за пять дней три Bf 109, два Ju 88, Bf 110, He 111 и Do 215. Так за полтора месяца его общий боевой счёт возрос до 15 сбитых немецких самолётов (с подтверждением). Немногие лётчики британских ВВС могли похвастать такими результатами. 21 октября, когда битва за Британию шла к своему завершению, Урбановича перевели в штаб 11-й авиагруппы.
Зимой 1940—1941 годов Урбановичу удалось отдохнуть и получить награды: польский Крест Virtuti Militari, Крест Храбрых и английский Крест «За выдающиеся лётные заслуги» (один из четырёх польских пилотов, удостоенных награды). Весной 1941 года ас помог сформировать 1-е истребительное крыло польских ВВС и стал его первым командиром.

### Работа в США и дальнейшая жизнь
Летом 1941 года Урбановича отправили в США для агитации американцев польского происхождения служить в польских ВВС. Он пробыл там почти год, вернулся на три месяца в Англию и опять убыл в Вашингтон в качестве заместителя военного атташе в посольстве Польши. На этом посту Урбанович прослужил до июля 1945 года, а после демобилизации остался в США.
Во время своей второй командировки в США Урбанович не только занимался дипломатией. По приглашению генерала Шеннолта, командующего 14-й американской Воздушной армией, он с 23 октября по 15 декабря 1943 года воевал в 75-й истребительной эскадрилье, бившись с японцами в Китае. 11 декабря, незадолго до возвращения в США, Урбанович сбил два японских истребителя Ki-43 Hayabusa. Согласно его отчётам, он сбил больше самолётов противника, в частности Кеннет Коскодиан называет число 11 вражеских самолётов.
На пенсии Урбанович писал мемуары, в Польше вышло пять его книг: «Пожар над Китаем» (1963), «Начало завтрашнего дня» (1966), «Истребители» (1969), «Рассвет победы» (1971) и «Летающие тигры» (1983).
В 1995 году был удостоен звания бригадный генерал.
17 августа 1996 года Витольд Урбанович умер в Нью-Йорке.